# 日本狗脊蕨
日本狗脊蕨（学名：Woodwardia japonica）也称狗脊，为乌毛蕨科狗脊蕨属下的一个种。